# Hrvatski rukometni kup za muškarce 2001./02.
Hrvatski rukometni kup za muškarce za sezonu 2001./02. je drugi put zaredom osvojio Metković Jambo.

## Rezultati

### Osmina završnice
| klub1                        | klub2                       | rez.             |
| ---------------------------- | --------------------------- | ---------------- |
| Dubrava Zagreb               | Brod Vacom (Slavonski Brod) | 10:0 bb, 10:0 bb |
| Trogir Alpro ATT             | Zamet Crotek Rijeka         | 21:42, 21:46     |
| Umag                         | Bjelovar                    | 23:26, 23:25     |
| Đakovo                       | Osijek 2000                 | 23:22, 23:20     |
| Varteks Di Caprio (Varaždin) | Brodomerkur Split           | 21:17, 22:24     |
| Metković Jambo               | Metković Jambo II           | 26:17, 42:26     |
| Moslavina Kutina             | Crikvenica                  | 28:27, 27:22     |
| Medveščak Zagreb             | Zagreb                      | 26:29, 28:34     |

### Četvrtzavršnica
| klub1               | klub2                        | rez.         |
| ------------------- | ---------------------------- | ------------ |
| Zagreb              | Varteks Di Caprio (Varaždin) | 35:24, 24:29 |
| Bjelovar            | Dubrava Zagreb               | 29:24, 27:30 |
| Zamet Crotek Rijeka | Đakovo                       | 28:23, 30:22 |
| Moslavina Kutina    | Metković Jambo               | 30:36, 24:38 |

### Završni turnir
Igrano 11. i 12. svibnja 2002. u Metkoviću.
| klub1          | rez.          | klub2               |
| poluzavršnica  | poluzavršnica | poluzavršnica       |
| -------------- | ------------- | ------------------- |
| Metković Jambo | 27:22         | Zamet Crotek Rijeka |
| Bjelovar       | 27:30         | Zagreb              |
|                |               |                     |
| za pobjednika  |               |                     |
| Metković Jambo | 25:21         | Zagreb              |

## Poveznice
- 1. HRL 2001./02.
- 2. HRL 2001./02.
- 3. HRL 2001./02.